# Australorp

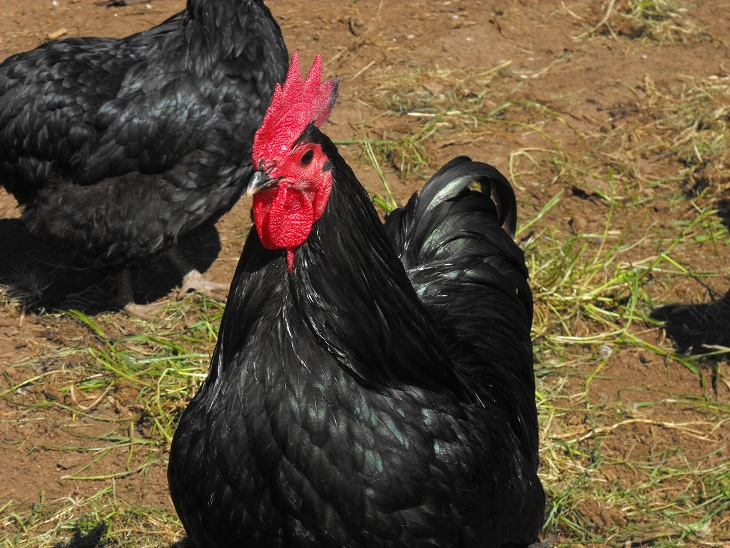
Aspect

Rasa de găini australorp este una dintre cele mai populare și apreciate rase de găini din lume, datorită productivității lor ridicate, robusteții și temperamentului prietenos.

## Origine și istoric
- Origine: Rasa Australorp provine din Australia și este o derivare a rasei Orpington, creată inițial în Anglia.
- Istoric: Australorp-ul a fost dezvoltat la începutul secolului al XX-lea, prin încrucișarea găinilor Orpington negre cu alte rase, cum ar fi Langshan și Minorca. Scopul principal a fost obținerea unei rase de găini extrem de productive în ceea ce privește ouăle, dar care să fie și robustă și adaptabilă la condiții variate de mediu.

## Caracteristici fizice
- Dimensiuni: Este o rasă de găini de dimensiuni medii spre mari. Greutatea medie a cocoșilor este de aproximativ 3.5 - 4 kg, iar a găinilor de 2.5 - 3 kg.
- Penaj: Penajul Australorp-ului este de obicei negru, cu reflexii verzui la lumina soarelui. Există și varietăți albă și albastră, dar cea neagră este cea mai cunoscută.
- Creastă și barbă: Are o creastă simplă, roșie, și bărbie de aceeași culoare.
- Picioare: Picioarele sunt de culoare neagră sau gri-închis.

## Productivitate
- Ouă: Australorp-ul este renumit pentru productivitatea sa excepțională în ceea ce privește ouăle. În condiții ideale, o găină Australorp poate produce între 250 și 300 de ouă pe an. Ouăle sunt de dimensiuni mari, de culoare albă până la crem.
- Carne: Deși este crescută în principal pentru ouă, Australorp-ul oferă și carne de calitate, fiind o rasă dublu-utilizabilă (atât pentru ouă, cât și pentru carne).

## Comportament și adaptabilitate
- Temperament: Australorp-ul este cunoscut pentru temperamentul său blând și prietenos, fiind ușor de gestionat și ideală pentru gospodăriile familiale.
- Adaptabilitate: Este o rasă foarte adaptabilă la diferite condiții de climă, putând suporta atât temperaturi ridicate, cât și temperaturi scăzute. De asemenea, sunt foarte rezistente la boli.
- Creștere: Australorp-ii sunt relativ ușor de crescut și nu necesită îngrijiri speciale, ceea ce îi face potriviți atât pentru crescători experimentați, cât și pentru începători.
- Clocitul: Rasa este una dintre cele mai bune,din punct de vedere al clocitului fiind o rasă de păsări foarte grijulii cu pui lor.

## Avantaje
1. Productivitate ridicată de ouă: Una dintre cele mai prolifice rase de găini ouătoare.
2. Robustețe: Rezistente la diverse condiții de mediu și boli.
3. Temperament: Blânde și prietenoase, ideale pentru gospodării familiale.
4. Adaptabilitate: Se descurcă bine în diverse condiții de climă.

## Dezavantaje
1. Consumul de hrană: Fiind o rasă mare, necesită o cantitate mai mare de hrană comparativ cu alte rase mai mici.
2. Creștere mai lentă: În comparație cu alte rase specializate în carne, Australorp-ul crește mai lent și are un randament de carne mai scăzut.

## Concluzie
Rasa Australorp este o alegere excelentă pentru cei care doresc o sursă constantă și abundentă de ouă, dar și o rasă robustă și prietenoasă. Adaptabilitatea și temperamentul lor le fac potrivite pentru diverse medii și pentru crescători de toate nivelurile de experiență.